# Ильинская, Варвара Андреевна
Варва́ра Андре́евна Ильи́нская (род. 19 сентября 1920 года, Ижевск — 11 декабря 1979 года, Киев) — украинский советский археолог, доктор исторических наук (с 18 февраля 1972 года), лауреат Государственной премии УССР в области науки и техники (за 1977 год).

## Биография
Родилась 19 сентября 1920 года в городе Ижевске. В 1941 году окончила Ленинградский университет. Во время Великой Отечественной войны находилась на комсомольской работе в блокадном Ленинграде и, впоследствии — в отвоёванном Киеве. Член ВКП(б) с 1944 года. С 1945 года работала в Институте археологии АН УССР. Специалист в области скифской археологии. Вместе с мужем Алексеем Тереножкиным была одним из основателей киевской школы скифологов.
Жила в Киеве в доме на улице Коротченко, 3а, квартира 73. Умерла в Киеве 11 декабря 1979 года.

## Семья
- Отец — Ильинский А. Н. — военно-морской офицер.
- Сын — Ильинский А. А. — художник.

## Труды
- Скифы Днепровского лесостепного Левобережья. Киев, 1968;
- Раннескифские курганы бассейна р. Тясмин. Киев, 1975;
- Скифия VII—IV вв. до н. э. Киев, 1983 (в соавторстве).
- Соавтор работы «Археология Украинской ССР» (том 2. Киев, 1971).